# Ліс Охотовича
Ліс Охото́вича — лісовий заказник місцевого значення в Україні. Об'єкт розташований на території Новомиргородського району Кіровоградської області, на північ від села Каніж. 
Площа 60 га. Статус присвоєно згідно з рішенням Кіровоградської обласної ради № 56 від 21.02.1991 року. Перебуває у віданні ДП «Оникіївський лісгосп» (Новомиргородське лісництво, кв. 50). 
Статус присвоєно для збереження лісового масиву на схилах балки «Кишлянів Яр». У деревостані переважають акація біла, гледичія колюча.